# Jahrbuch Database
Jahrbuch Database (Anuarul Bazelor de date) este o bază de date europeană de lucrări publicate până în anul 1942 (articole în reviste științifice și cărți) din toate domeniile matematicii. Este un ajutor util oricărui matematician și mai ales istoricilor matematicilor, dar util și istoricilor științelor înrudite  fizică și astronomie. Este întreținută și gestionată de Societatea Europeană de Matematică.